# Línea 6 del Trolebús de la Ciudad de México
La Línea 6 del Trolebús de la Ciudad de México, anteriormente llamada Línea I es una línea de autobuses, recorre de norte a sur y viceversa sobre la Calle Cultura Norte, la Avenida de Las Culturas, la Calle Renacimiento, la Avenida Aquiles Serdan, la Avenida 16 de Septiembre, la Calzada de Camarones, la Avenida Cuitláhuac, la Avenida Mariano Escobedo, el Circuito Bicentenario, la Avenida Chapultepec, la Calle Lieja, la Calle Leibnitz, la Calle Víctor Hugo, la Avenida 22 de Febrero, la Calle Castilla Oriente, la Calle Campo Bello, la Calle San Carlos y la Avenida El Rosario.
El horario es de lunes a viernes de 05:05 h a 00:07 h, sábado de 05:00 h a 00:06 h y domingo de 5:09 h a 23:43 h, esto con un costo de $4.00 pesos. La ruta tiene una longitud de 28.5 km. El color distintivo de esta línea es el morado.

## Historia
Esta línea fue parte del programa de disminución de la red de trolebuses de la Ciudad de México en el año 2009, según el cual desaparecieron las líneas F (Eje 3 Oriente Norte), R1 (Metro Moctezuma – CTM Culhuacán), R2 (Metro Moctezuma – Villa Coapa) y O (Central de Abastos – San Antonio) pero, debido a la protesta de los usuarios, la línea fue devuelta a las operaciones ese mismo año. 
De la misma forma esta ruta también sirve como línea auxiliar alternativa para los ciudadano que busque una alternativa a la línea 7 en cuanto a poder llegar a algún punto de la zona que no es cubierta directamente por esta línea del metro mencionada.

## Estaciones
| Paradas en sentido Sur a Norte: |
| - Chapultepec - Víctor Hugo - Mariano Escobedo - Campos Elíseos - Av. Presidente Masaryk - Horacio - Homero - Newton - Lago Alberto - Laguna de Mayrán - Laguna de Términos - Lago Bolsena - Av. Marina Nacional - Lago Garda - Felipe Carrillo Puerto - Mar Cantábrico - Calz. México-Tacuba - José Sánchez Trujillo - Poniente 44 - Poniente 48 - Claveria - Poniente 62 - Glorieta de Camarones - Salónica - Norte 87 - 2.ª. Cda. de Tula - 22 de Febrero - Minerva - Nueva Jerusalén - Ahuacatitla - Zaragoza - Andalucía - FF.CC Nacionales - Santo Domingo - 16 de Septiembre - Aquiles Serdán - Sauces - Ahuehuetes - Terra Indómita - CCH Azcapotzalco - Terra Nueva - Av. del Rosario - Osa Mayor - Renacimiento - Alfareros - Cultura Náhuatl - Hidrógeno - Carbono - Bachilleres 1 - Aztacalco - Depósitos El Rosario - Av. de los Ángeles - Tierra Negra - El Rosario |

| Paradas en sentido Norte a Sur: |
| - El Rosario - Av. de las Culturas - Mecánicos - Pescadores - Cultura Náhuatl - Alfareros - Aquiles Serdán - Rancho San Juan de Dios - Hacienda de Sotelo - CCH Azcapotzalco - Puente de Guerra - Zempoaltecas - Aquiles Serdán - Centéotl - Santo Domingo - FF.CC Nacionales - Hidalgo - Camarones - Av. Azcapotzalco - 22 de Febrero - Nubia - Salónica - Glorieta de Camarones - Poniente 52 - Claveria - Begonias - Poniente 44 - José Sánchez Trujillo - Calz. México-Tacuba - Mar Cantábrico - Felipe Carrillo Puerto - Av. Marina Nacional - Lago Bolsena - Laguna de Términos - Laguna de Mayrán - Lago Alberto - Newton - Homero - Horacio - Av. Presidente Masaryk - Campos Elíseos - Tolstoi - Chapultepec |